# Pristimantis uranobates
Pristimantis uranobates är en groddjursart som först beskrevs av Lynch 1991.  Pristimantis uranobates ingår i släktet Pristimantis och familjen Strabomantidae. IUCN kategoriserar arten globalt som livskraftig. Inga underarter finns listade i Catalogue of Life.